# ناوچه کلاس ویر
ناوچه کلاس ویر (به انگلیسی: Veer-class corvette) یک کلاس از کشتی است که طول آن 56 meters می‌باشد.